# Vraskás
Vraskás, en grec moderne : Βρασκάς, est un village du dème de La Canée, en Crète, en Grèce. Selon le recensement de 2011, la population de Vraskás compte 6 habitants. Le village est situé à une altitude de 150 m.

## Recensements de la population
| Recensements | 1900 | 1920 | 1928 | 1940 | 1951 | 1961 | 1971 | 1981 | 1991 | 2001 | 2011 |
| ------------ | ---- | ---- | ---- | ---- | ---- | ---- | ---- | ---- | ---- | ---- | ---- |
| Population   | 208  | 96   | 10   | 0    | 18   | 13   | 21   | 18   | 47   | 22   | 6    |